# Канус, Иван Иванович
Иван Иванович Канус (род. 2 мая 1934, Рыболово, Новогрудское воеводство) — врач-анестезиолог-реаниматолог, доктор медицинских наук, профессор. Заслуженный деятель науки Республики Беларусь (2009). В ноябре 2015 года награждён орденом Франциска Скорины.

## Биография
Родился 2 мая 1934 года в деревне Рыболово (ныне — в Дятловском районе Гродненской области). После окончания в 1949 году 7 классов Дятловской средней школы поступил в Барановичскую фельдшерско-акушерскую школу, которую окончил в 1953 году. В 1953—1957 года проходил воинскую службу в военно-морском флоте СССР на кораблях Балтийского и Северного флотов в должности фельдшера. После демобилизации до 1958 года работал фельдшером Дятловской центральной районной больницы (ЦРБ).
В 1958—1964 годах учился в Гродненском медицинском институте, в период учебы в институте работал анестезистом в 1-й городской больнице г. Гродно.
С августа 1964 по май 1982 года работал врачом анестезиологом-реаниматологом в Белорусском НИИ онкологии и медицинской радиологии. В 1978 году защитил кандидатскую диссертацию на тему «Течение наркоза и послеоперационного периода у больных раком шейки матки при хирургическом и комбинированном лечении».
С 1982 года — ассистент кафедры анестезиологии и реаниматологии БелГИУВа. В 1990 году защитил докторскую диссертацию на тему «Интеграция и дифференциация интенсивной терапии больных с острой почечной недостаточностью различной этиологии». В 1991 году получил звание профессора.
С 1990—2004 годах — заведующий кафедрой анестезиологии и реаниматологии БелГИУВа. В 1991—2004 годах — главный анестезиолог-реаниматолог Минздрава РБ и председатель Белорусского общества анестезиологов-реаниматологов.

## Заслуги
Под руководством И. И. Кануса завершена организация службы реаниматологии и анестезиологии Республики Беларусь, итоговым документом которой явился приказ МЗ РБ № 26 (1993 г.). За эти годы выпущено 10 сборников научных трудов, компьютерная обучающая программа. Опубликовано 350 научных трудов, в том числе 8 монографий, имеет 17 патентов.
Под руководством И. И. Кануса защищено 6 докторских и 14 кандидатских диссертаций.
Большим достижением является разработка, серийное производство и внедрение в клиническую практику современного наркозно-дыхательного аппарата (типа «МК») и аппарата для длительной ИВЛ (типа «Виан»).